# Groupe d'astronautes 11
Le groupe d'astronautes 11 est le onzième groupe d'astronautes de la National Aeronautics and Space Administration (NASA) sélectionné et annoncé le 23 mai 1985. 
Composé de 13 membres, ce groupe est divisé en 2, 6 membres comme pilotes et 7 membres pour les missions scientifiques

## Membres du groupe

### Pilotes
- Michael A. Baker - 4 vols (Retiré)

STS-43 Atlantis
STS-52 Columbia
STS-68 Endeavour
STS-81 Atlantis

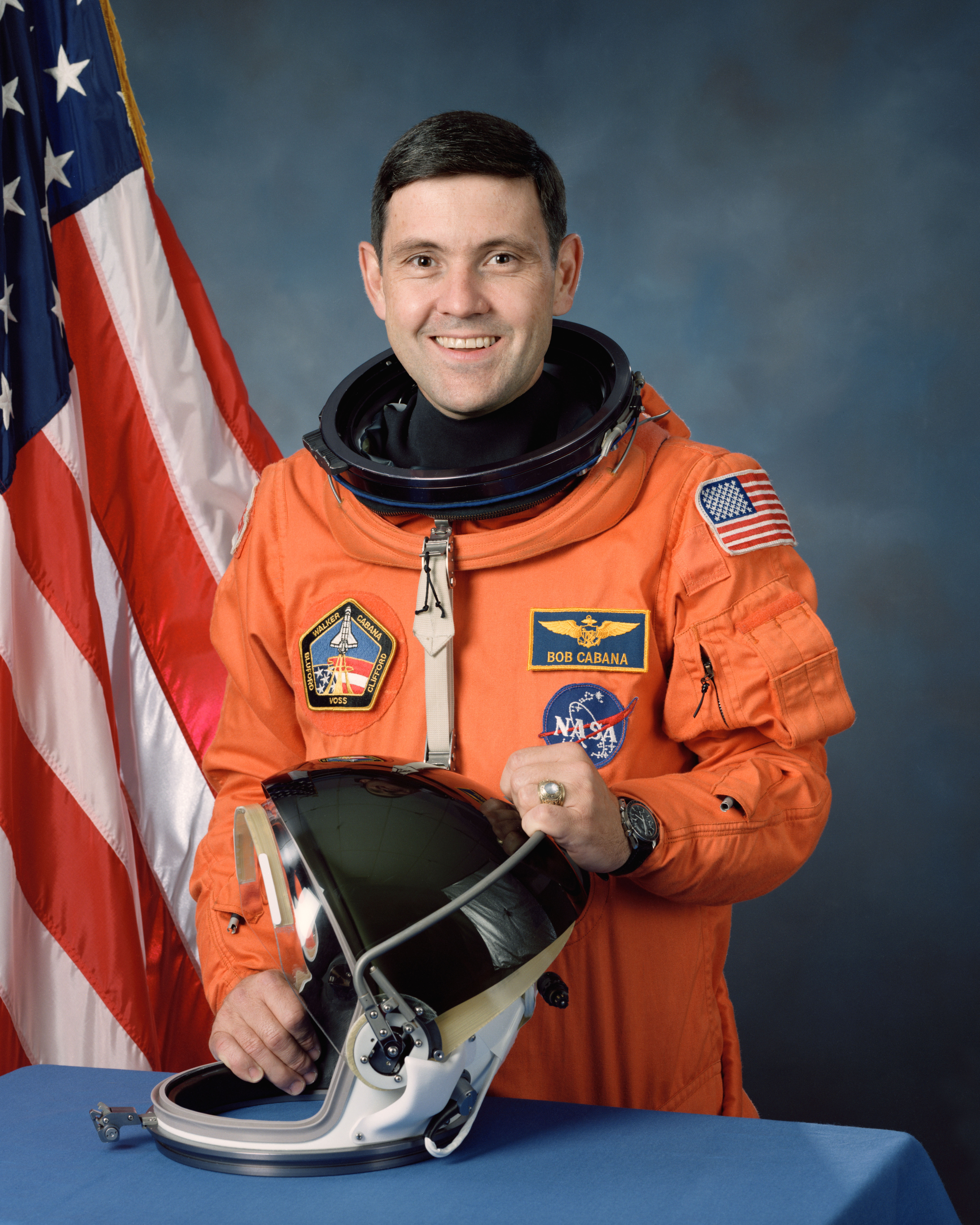
Robert Cabana

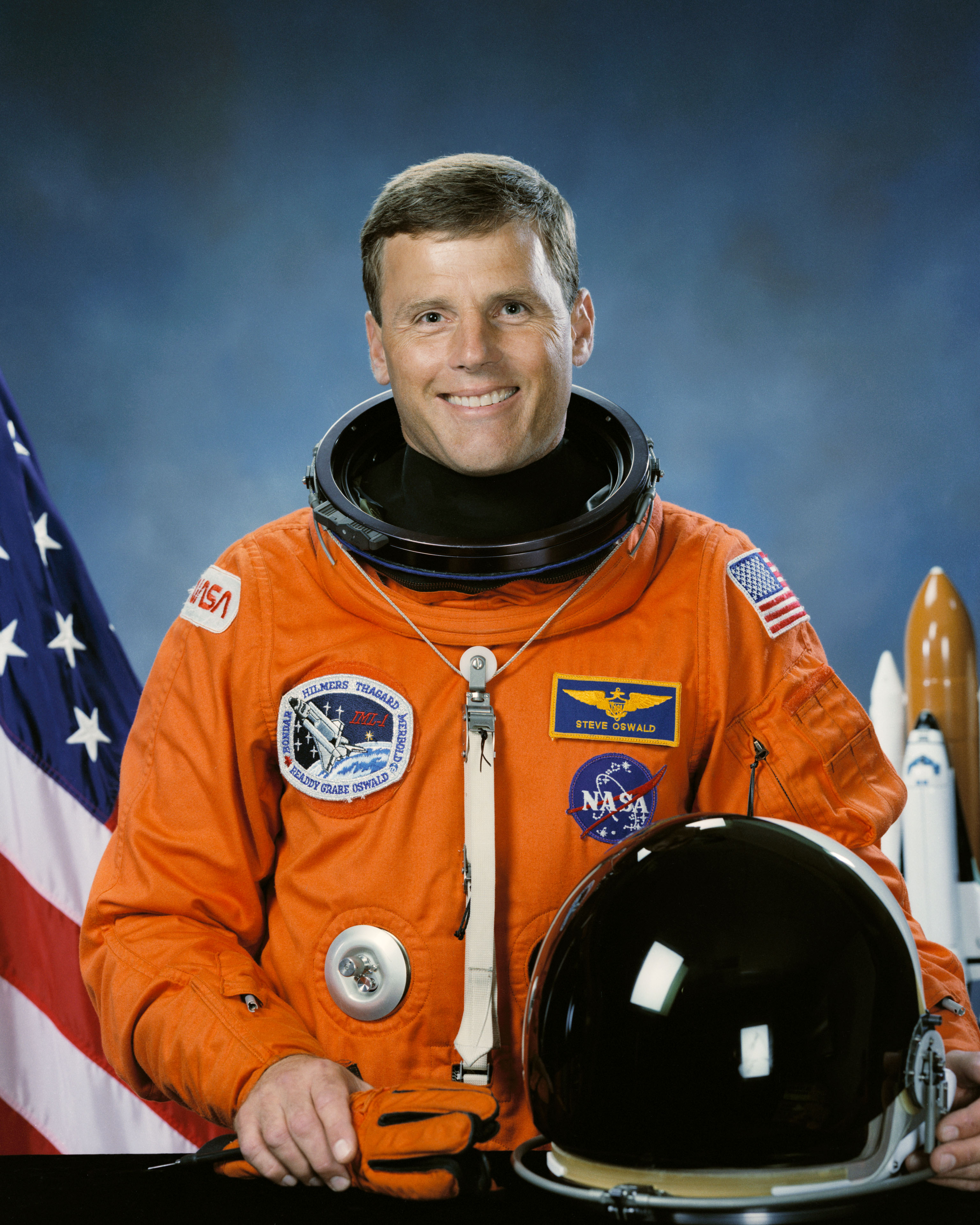
Stephen Oswald

- Robert D. Cabana - 4 vols (Retiré, actuellement directeur du Kennedy Space Center)

STS-41 Discovery
STS-53 Discovery
STS-65 Columbia
STS-88 Endeavour
- Brian Duffy - 4 vols (Retiré)

STS-45 Atlantis
STS-57 Endeavour
STS-72 Endeavour
STS-92 Discovery
- Terence T. Henricks - 4 vols (Retiré)

STS-44 Atlantis
STS-55 Columbia
STS-70 Discovery
STS-78 Columbia
- Stephen S. Oswald - 3 vols (Retiré)

STS-42 Discovery
STS-56 Discovery
STS-67 Endeavour
- Stephen Thorne - n'a jamais volé dans l'espace (Décédé)

### Spécialistes de Mission internationale
- Jerome Apt - 4 vols (Retiré)

STS-37 Atlantis
STS-47 Endeavour
STS-59 Endeavour
STS-79 Atlantis
- Charles D. Gemar - 3 vols

STS-38 Atlantis
STS-48 Discovery
STS-62 Columbia

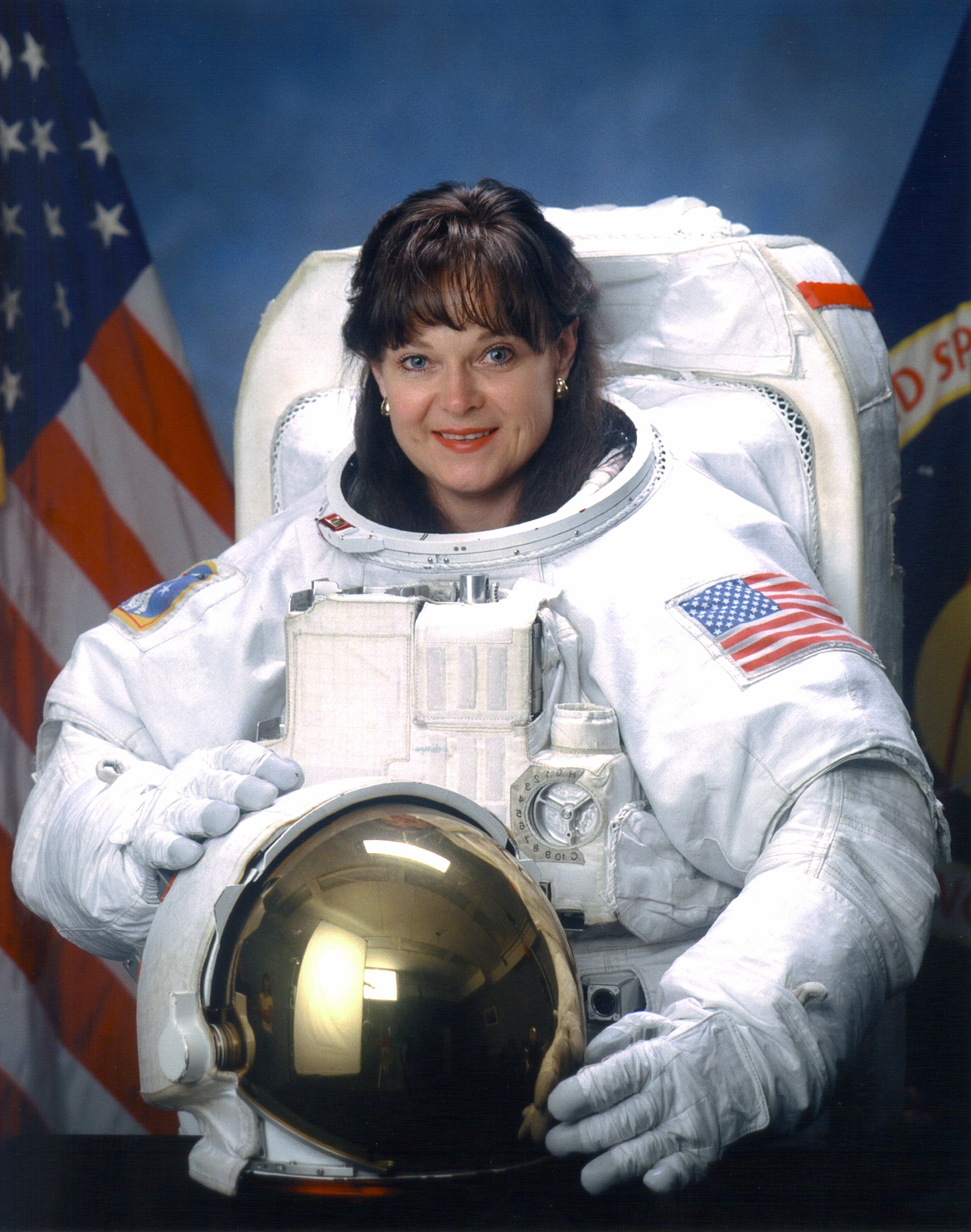
Tamara Jernigan

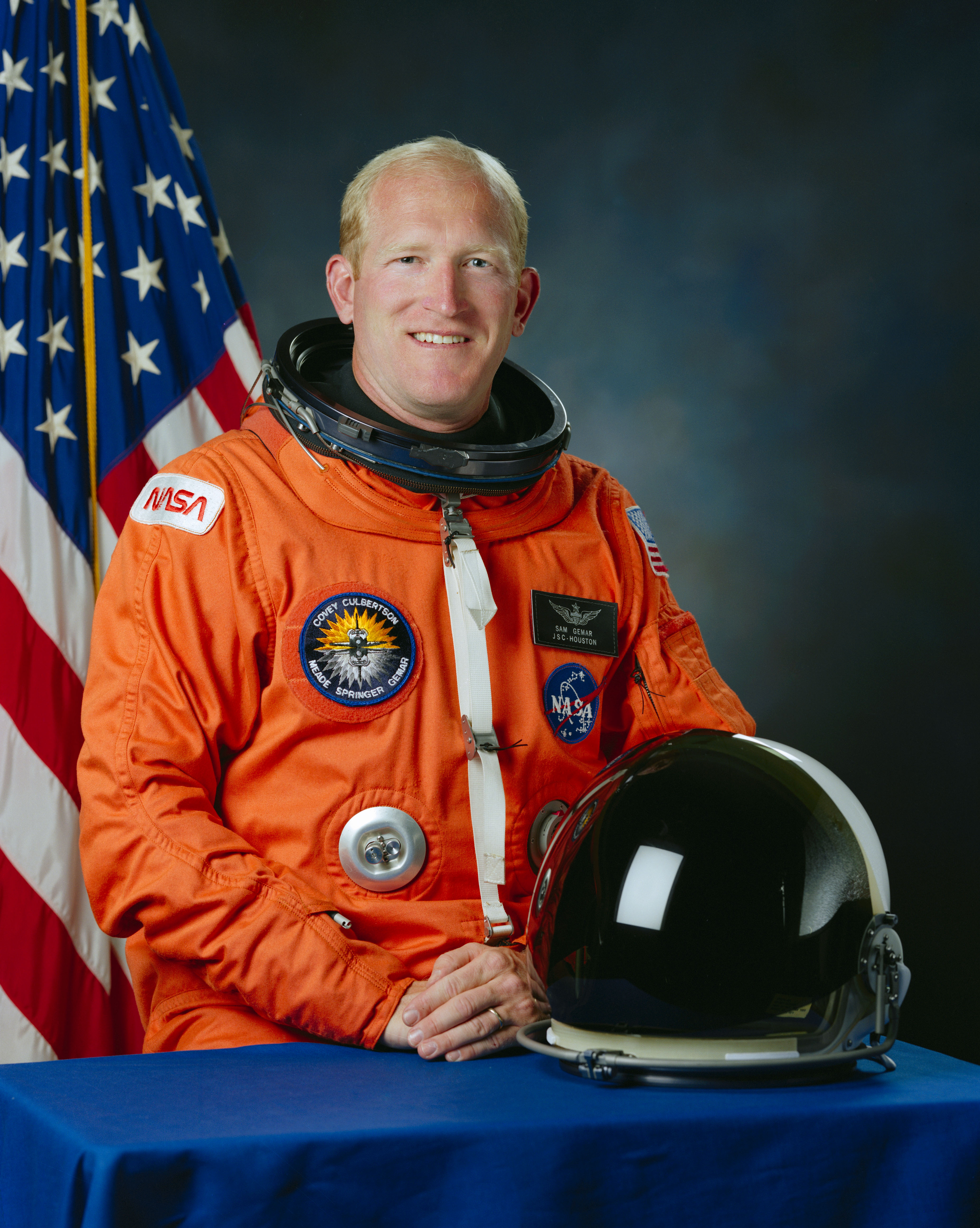
Charles Gemar

- Linda M. Godwin - 4 vols (Assistant du Directeur d'Exploration, Direction des opérations de membre d'équipage au Johnson Space Center)

STS-37 Atlantis
STS-59 Endeavour
STS-76 Atlantis
STS-108 Endeavour
- Richard Hieb - 3 vols (Retiré)

STS-39 Discovery
STS-49 Endeavour
STS-65 Columbia
- Tamara E. Jernigan - 5 vols (Retiré)

STS-40 Columbia
STS-52 Columbia
STS-67 Endeavour
STS-80 Columbia
STS-96 Discovery
- Carl J. Meade - 3 vols (Retiré)

STS-38 Atlantis
STS-50 Columbia
STS-64 Discovery
- Pierre J. Thuot - 3 vols (Retiré)

STS-36 Atlantis
STS-49 Endeavour
STS-62 Columbia